# Étoile post-AGB
Une étoile post-AGB (pAGB, abréviation de post-branche asymptotique des géantes) est un type d'étoile supergéante lumineuse de faible masse ou de masse intermédiaire qui est dans une phase très tardive de l'évolution stellaire. Le stade post-AGB se produit après la fin de la branche asymptotique des géantes (AGB). Cette phase voit l'étoile mourante, qui est au début encore froide et très étendue, se rétrécir tout en se réchauffant. La durée de la phase post-AGB varie en fonction de la masse initiale de l'étoile, et peut ainsi durer de 100 000 ans pour une étoile de masse solaire à seulement un peu plus de 1 000 ans pour les étoiles plus massives. Ces durées tendent à être légèrement plus courtes pour les étoiles de plus faible métallicité.
Vers la fin de ce stade, les étoiles post-AGB ont également tendance à produire des protonébuleuses planétaires lors de l'expulsion de leurs couches externes, ce qui créé un large excès d'infrarouge qui obscurcit les étoiles en lumière visible. Après avoir atteint une température effective d'environ 30 000 K, l'étoile est en mesure d'ioniser la nébuleuse qui l'entoure, produisant une véritable nébuleuse planétaire.

## Propriétés
Les étoiles post-AGB couvrent une grande gamme de températures, puisqu'elles subissent un processus durant lequel elles se réchauffent, allant de températures très froides (3 000 K ou moins) jusqu'à environ 30 000 K. Techniquement, la phase post-AGB ne prend fin que quand l'étoile atteint une température maximale de 100-200 000 K, mais au-delà de 30 000 K, elle ionise les gaz l'entourant, si bien qu'elle est le plus souvent considérée comme une étoile centrale de nébuleuse planétaire plutôt que comme une étoile post-AGB.
D'autre part, la luminosité des étoiles post-AGB est généralement constante tout au long de la phase post-AGB. Cette luminosité est elle-même légèrement dépendante de la masse du cœur de l'étoile et elle est légèrement plus élevée pour les étoiles de métallicités plus faibles,.

## Exemples
En raison de la poussière qui les obscurcit souvent, de nombreuses étoiles post-AGB sont visuellement relativement faibles. Cependant il existe malgré tout quelques étoiles post-AGB visibles à l'œil nu, la plus brillante étant 89 Herculis. On peut également citer L2 Puppis, RV Tauri, R Scuti ou encore U Monocerotis.